# Diecezja Shangqiu
Diecezja Shangqiu (łac.: Dioecesis Coeitevensis, ang. Diocese of Shangqiu) – katolicka diecezja w Chińskiej Republice Ludowej. Siedziba biskupa znajduje się w katedrze Najświętszego Serca Jezusowego w Shangqiu. Jest sufraganią archidiecezji Kaifeng.

## Historia
- 11 kwietnia 1946 – utworzenie diecezji Shangqiu

## Główne świątynie
- Katedra Najświętszego Serca Jezusa w Shangqiu